# Mutowo
Mutowo – wieś w Polsce położona w województwie wielkopolskim, w powiecie szamotulskim, w gminie Szamotuły. Wieś sołecka, leży 3 km na północny wschód od Szamotuł, na Wysoczyźnie Poznańskiej.
W latach 1975–1998 miejscowość administracyjnie należała do województwa poznańskiego. Do roku 2006 wieś nosiła nazwę Mątowo. W tradycji lokalnej i niektórych zapisach występuje jako Mątowo lub Muntowo. W skład sołectwa Mutowo wchodzi położona 1 km na południowy wschód, przy drodze Szamotuły – Oborniki, osada Ludwikowo zwana także Łowizą lub Ławizą.
W centrum wsi od 1952 r. do połowy lat 90. XX wieku istniała Stacja Hodowli Roślin Ogrodniczych. Produkowano przede wszystkim nasiona, cebulki i kłącza kwiatów, a także nasiona warzyw. Stacja zajmowała się też hodowlą bydła oraz uprawą zbóż i roślin pastewnych.
We wsi rosną stare dęby i akacje. Około 5 km na północny wschód od Mutowa, nad Wartą, w pobliżu wsi Dołęga (gm. Oborniki), znajduje się rezerwat florystyczny, chroniący m.in. stanowisko skrzypa olbrzymiego.